# 新居辰基
新居 辰基（あらい たつのり、1983年12月22日 - ）は、北海道出身の元サッカー選手。ポジションはフォワード。

## 来歴
サッカーを始めたのは小学校1年生の時。野球をやっていたが、サッカーもやってみたいと思ったのがきっかけで、地元の当別サッカー少年団に入った。中学生の時はユニオンジュニアユースチームFC（江別市）でプレー。高校生になる時、ユニオンのユース (U-18) ができるならユニオンでプレーを続けようと考えていたが、結局ユニオンでは高校生年代のチームができなかったため、クラブチームの方が性に合うというコーチの勧めにより設立3年目のコンサドーレ札幌ユースに入団した。
札幌ユース時代は、年代別日本代表には無縁だったが、1年生の秋頃から試合に出るようになり、2年生でレギュラーポジションを掴む。ピッチ上でのらりくらりと歩いていたかと思うと一瞬でディフェンスラインの裏に抜け出す駆け引きや、ボールのこぼれてくる所に走り込む得点への嗅覚に非凡なところを見せた。調子のよい時はニヤニヤした表情を見せ、オフサイドの旗をあげる副審にはにらみを効かすふてぶてしい態度が注目された。高校3年の2001年には日本クラブユースサッカー選手権(U-18)大会でチームを準優勝に導く原動力となり、MIP (Most Impressive Player) の表彰を受ける。
2002年、トップチームに昇格。この年チームはJ2に降格したが、新居は5試合に出場し、Jデビュー戦であるホーム鹿島戦でのゴールを含む2得点を挙げる。札幌ユース出身選手として初めて将来のチームの主軸となりうる可能性を持った選手として周囲の期待も大きく、当時の監督張外龍はASローマ生え抜きのトッティになぞらえてか、「コンサドーレの王子」と称したほか、サポーターからも前年に在籍し、リーグ得点王に輝いたウィルになぞらえて「プチ俺王」と呼ばれ、期待を集めた。
その後もコンスタントに試合出場を続けていたが、プロ3年目の2004年8月に酒気帯び運転から人身事故を起こして逮捕され、クラブから解雇処分を受ける。それから約2カ月は解体工事現場で働きながら、夜はジムに通ってトレーニングを行っていた が、同年10月にJFL入りを目指す東海社会人リーグの静岡FCに入団した。
2005年にサガン鳥栖に移籍し、Jの舞台に復帰する。開幕当初はスーパーサブ的な起用をされたが、すぐに先発メンバーに定着。17得点を挙げて長谷川太郎とともにJ2の日本人得点王となった。また、同僚で15点を挙げた鈴木孝明と2人で、2004年のチーム総得点分の得点（32点）を稼いだ。この活躍により移籍話が浮上したが、「拾ってもらって、1年で出ていくわけにいかない」とチームに残留した。
2006年は怪我を負うことも多くなり、特に第4クールは半分近くの試合を欠場した。それでも出場試合数は前年より減ったのにも関わらず前年より多い23得点を挙げ、2年連続でJ2の日本人得点王となった。なお鳥栖はこの年Jリーグ参戦から過去最高の4位という躍進を遂げる。上位進出の最大の立役者となった。
2007年、ジェフユナイテッド市原・千葉に完全移籍。
2008年のアレックス・ミラー監督体制下では、本来のFWとしてだけではなく、サイドでも起用されるなど新しい面も見せた。
2009年シーズン終了後に戦力外通告を受け、湘南ベルマーレへ移籍 するも、契約満了により1年で退団。
2011年、5シーズンぶりにサガン鳥栖に復帰した。同年限りで現役を引退し、翌2012年からはスタッフとして鳥栖に在籍。
2016年には故郷である北海道へ戻り、AGGREスポーツクラブのU-15コーチとして在籍している。

## プレースタイル
ディフェンスラインの裏へ抜けるスピードを最大の武器とし、ゴール前の嗅覚に優れた『点取り屋』。

## エピソード
- J2でハットトリックを3回達成。これは日本人選手としてはJ2史上での単独最多記録である（外国人も含めての最多はジュニーニョの6回）。
- 名前の辰基（たつのり）は、少年野球の指導者であり巨人ファンである父親が巨人の人気選手だった原辰徳にあやかって命名したもの。新居自身も小学生のころはサッカーと並行して野球もしており、大の巨人ファンである[PR 4]。子供のころは家族からも友人からもタッチと呼ばれ、プロになってからはチームメイトからタツと呼ばれている。ジェフでは市原充喜、熊谷智哉と私設応援団を結成していた。
- 小さい頃からの憧れの選手は三浦知良。

## 所属クラブ
ユース経歴
- 1990年 - 1995年 当別サッカー少年団（小学校1年 - ）
- 1996年 - 1998年 ユニオンジュニアユースFC (北海道江別市、中学生時)
- 1999年 - 2001年 コンサドーレ札幌ユースU-18 (北星新札幌高校)

プロ経歴
- 2002年 - 2004年 コンサドーレ札幌
- 2004年 静岡FC
- 2005年 - 2006年 サガン鳥栖
- 2007年 - 2009年 ジェフユナイテッド市原・千葉
- 2010年 湘南ベルマーレ
- 2011年 サガン鳥栖

## 個人成績
| 国内大会個人成績 | 国内大会個人成績 | 国内大会個人成績 | 国内大会個人成績 | 国内大会個人成績                                 | 国内大会個人成績 | 国内大会個人成績 | 国内大会個人成績 | 国内大会個人成績 | 国内大会個人成績 | 国内大会個人成績 | 国内大会個人成績 |
| 年度             | クラブ           | 背番号           | リーグ           | リーグ戦                                         | リーグ戦         | リーグ杯         | リーグ杯         | オープン杯       | オープン杯       | 期間通算         | 期間通算         |
| 年度             | クラブ           | 背番号           | リーグ           | 出場                                             | 得点             | 出場             | 得点             | 出場             | 得点             | 出場             | 得点             |
| 日本             | 日本             | 日本             | 日本             | リーグ戦                                         | リーグ戦         | リーグ杯         | リーグ杯         | 天皇杯           | 天皇杯           | 期間通算         | 期間通算         |
| ---------------- | ---------------- | ---------------- | ---------------- | ------------------------------------------------ | ---------------- | ---------------- | ---------------- | ---------------- | ---------------- | ---------------- | ---------------- |
| 2002             | 札幌             | 25               | J1               | 5                                                | 2                | 3                | 0                | 1                | 0                | 9                | 2                |
| 2003             | 札幌             | 17               | J2               | 35                                               | 3                | -                | -                | 0                | 0                | 35               | 3                |
| 2004             | 札幌             | 13               | J2               | 27                                               | 3                | -                | -                | -                | -                | 27               | 3                |
| 2004             | 静岡             | 9                | 東海1部          |                                                  |                  | -                | -                | -                | -                |                  |                  |
| 2005             | 鳥栖             | 27               | J2               | 39                                               | 17               | -                | -                | 2                | 1                | 41               | 18               |
| 2006             | 鳥栖             | 11               | J2               | 36                                               | 23               | -                | -                | 1                | 0                | 37               | 23               |
| 2007             | 千葉             | 11               | J1               | 25                                               | 5                | 5                | 0                | 1                | 0                | 31               | 5                |
| 2008             | 千葉             | 11               | J1               | 23                                               | 3                | 5                | 2                | 1                | 0                | 29               | 5                |
| 2009             | 千葉             | 11               | J1               | 24                                               | 2                | 4                | 1                | 3                | 1                | 31               | 4                |
| 2010             | 湘南             | 18               | J1               | 17                                               | 0                | 3                | 0                | 1                | 1                | 21               | 1                |
| 2011             | 鳥栖             | 11               | J2               | 12                                               | 1                | -                | -                | 1                | 1                | 13               | 2                |
| 通算             | 日本             | 日本             | J1               | 94                                               | 12               | 20               | 3                | 7                | 2                | 121              | 17               |
| 通算             | 日本             | 日本             | J2               | 149                                              | 47               | -                | -                | 4                | 2                | 153              | 49               |
| 通算             | 日本             | 日本             | 東海1部          | \|\|\|\|colspan="2"\|-\|\|colspan="2"\|-\|\|\|\| |                  |                  |                  |                  |                  |                  |                  |
| 総通算           | 総通算           | 総通算           | 総通算           | 243                                              | 59               | 20               | 3                | 11               | 4                | 274              | 66               |

- 2002年4月20日 - プロデビュー (Jリーグ) - 鹿島戦 (函館千代台)[PR 5]
- 2002年4月20日 - プロ初ゴール (Jリーグ) - 鹿島戦 (函館千代台)[PR 5]

## 指導歴
- 2012年 - サガン鳥栖 アカデミースタッフ (スクールコーチ)
- 2013年 - サガン鳥栖U-18コーチ
- 2014年 - サガン鳥栖U-18監督
- 2015年 - サガン鳥栖U-12コーチ
- 2016年 - AGGREスポーツクラブU-15コーチ

## 個人タイトル
- 2001年 日本クラブユース選手権 MIP
- 2007年 Jリーグアウォーズ 優秀新人賞

### 一次資料
1. ↑  ニュースリリース - 新居辰基・中尾康二選手 契約解除について コンサドーレ札幌公式サイト、2004年8月17日付
2. ↑  新居辰基選手 湘南ベルマーレより完全移籍加入のお知らせ サガン鳥栖公式サイト 2011年4月30日付
3. ↑  新居辰基選手 現役引退のお知らせ サガン鳥栖公式サイト、2011.12.02
4. ↑  【2010シーズン始動！ニューカマー・レコメンド】トリッキーなプレーが魅力の本能系ストライカー：新居辰基（千葉→湘南 J's Goal、2010年2月3日
5. 1 2  登録選手一覧表 - 2007 J1ジェフ千葉 Jリーグ公式サイト、2007年3月9日付